# گلدن گروو (کشتی)
گلدن گروو (کشتی) (به انگلیسی: Golden Grove (ship)) یک کشتی بود که طول آن ۹۴ فوت (۲۹ متر) بود. این کشتی در سال ۱۷۸۰ ساخته شد.